# Kurdistan (Zeitung)

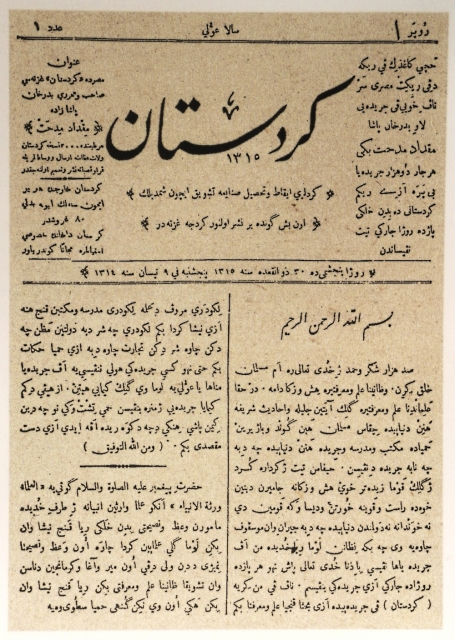
Titelseite der ersten Ausgabe 1898

Die Zeitung Kurdistan war die erste kurdischsprachige Zeitung der Welt. Sie wurde zum ersten Mal am 22. April 1898 von Mikdad Midhat Bedirxan – einem Sohn Bedirxan Begs – in Kairo veröffentlicht. Sie wurde von Exilkurden aus dem Osmanischen Reich unter der Schirmherrschaft der Familie Bedirxan herausgegeben. Diese erste Zeitung emigrierte nach der 5. Ausgabe wegen der politischen Lage in Ägypten erst nach Genf, dann wieder nach Kairo und danach über London und Folkestone wieder nach Genf. 
Die Zeitung bestand aus vier Seiten und erschien unregelmäßig. Die erste Auflage lag bei 2000 Stück. In der Zeitung wurde sowohl auf Kurmandschi als auch auf Osmanisch geschrieben. Anfangs bestand die Absicht der Herausgeber darin, Kurden Wissen über Bildung und Kultur zu vermitteln. Der wichtigste kulturelle Beitrag war die Veröffentlichung des Epos Mem û Zîn von Ehmedê Xanî. Die politischen Beiträge bestanden aus Artikeln gegen die Politik des osmanischen Sultans Abdülhamid II. und die Rolle der Kurden darin. Die Zeitung ermahnte nämlich die Kurden, sich nicht von Abdülhamid II. gegen die Armenier missbrauchen zu lassen.
1902 wurde die Zeitung nach 31 Ausgaben eingestellt. In Deutschland hat die Stadtbibliothek von Marburg mit Ausnahme von fünf Ausgaben originale Exemplare der Zeitung. Mehmed Emîn Bozarslan transkribierte die Zeitung in das lateinische Alphabet und veröffentlichte sie 1991 in zwei Sammelbänden.